# Becskeháza
Becskeháza ist eine ungarische Gemeinde im Kreis Edelény im Komitat Borsod-Abaúj-Zemplén.

## Geografische Lage
Becskeháza liegt in Nordungarn, 47,5 Kilometer nördlich des Komitatssitzes Miskolc, 27 Kilometer nordöstlich der Kreisstadt Edelény und ungefähr 3 Kilometer von der Grenze zur Slowakei entfernt. Nachbargemeinden sind Bódvalenke, Hidvégardó, Tornaszentandrás und Tornaszentjakab. Die nächste Stadt Szendrő befindet sich 16 Kilometer südwestlich.

## Geschichte
Im Jahr 1907 gab es in der damaligen Kleingemeinde 47 Häuser und 238 Einwohner auf einer Fläche von 874  Katastraljochen. Sie gehörte zur damaligen Zeit zum Bezirk Torna im Komitat Abaúj-Torna.

## Sehenswürdigkeiten
- Reformierte Kirche, erbaut 1928 nach Plänen von Károly Doszpoly

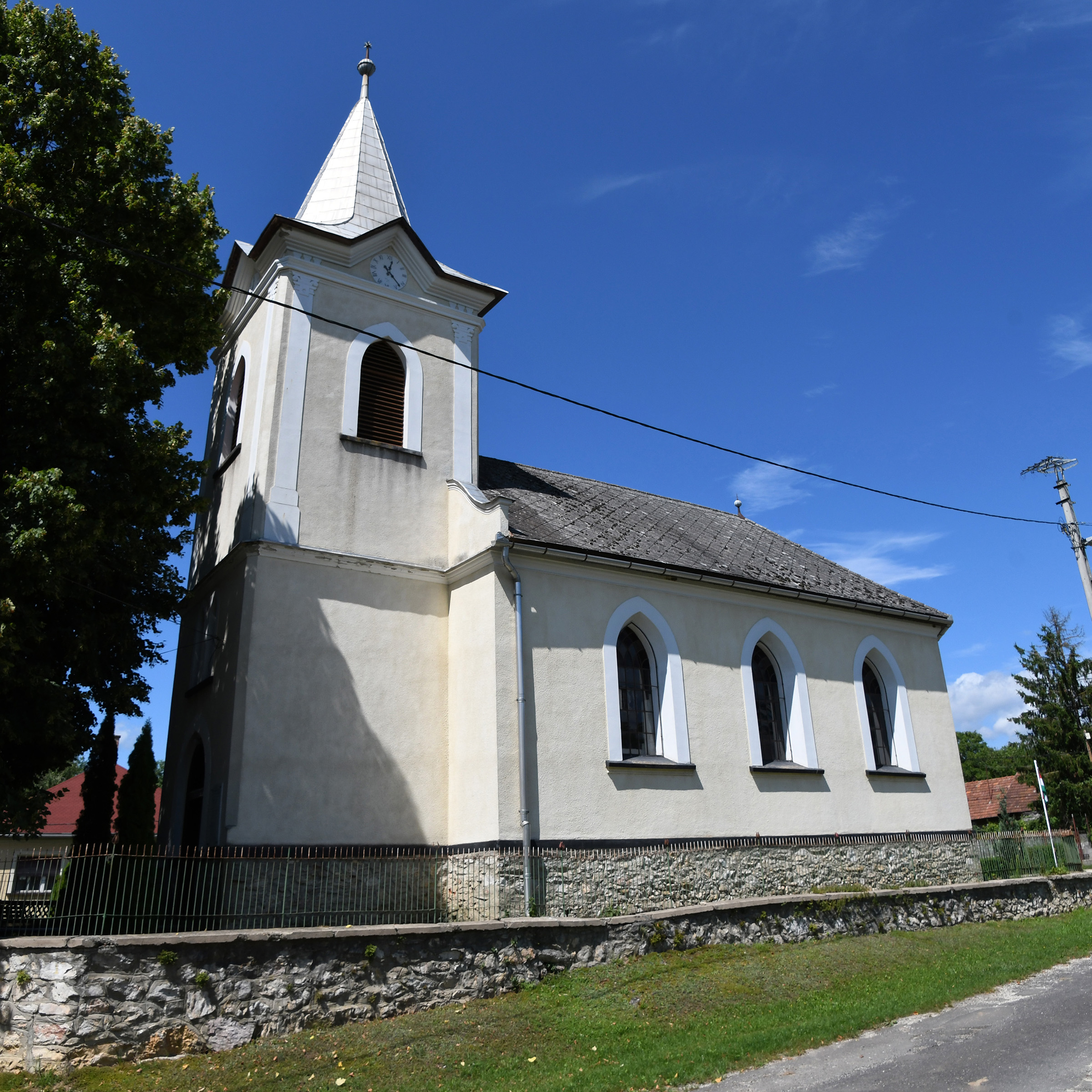
Reformierte Kirche

- Traditionelle Wohnhäuser

## Verkehr
Becskeháza ist nur über die Nebenstraße Nr. 26121 zu erreichen. Es bestehen Busverbindungen nach Tornaszentjakab und Komjáti, wo sich der nächstgelegene Bahnhof befindet.